# حواجز إسرائيلية

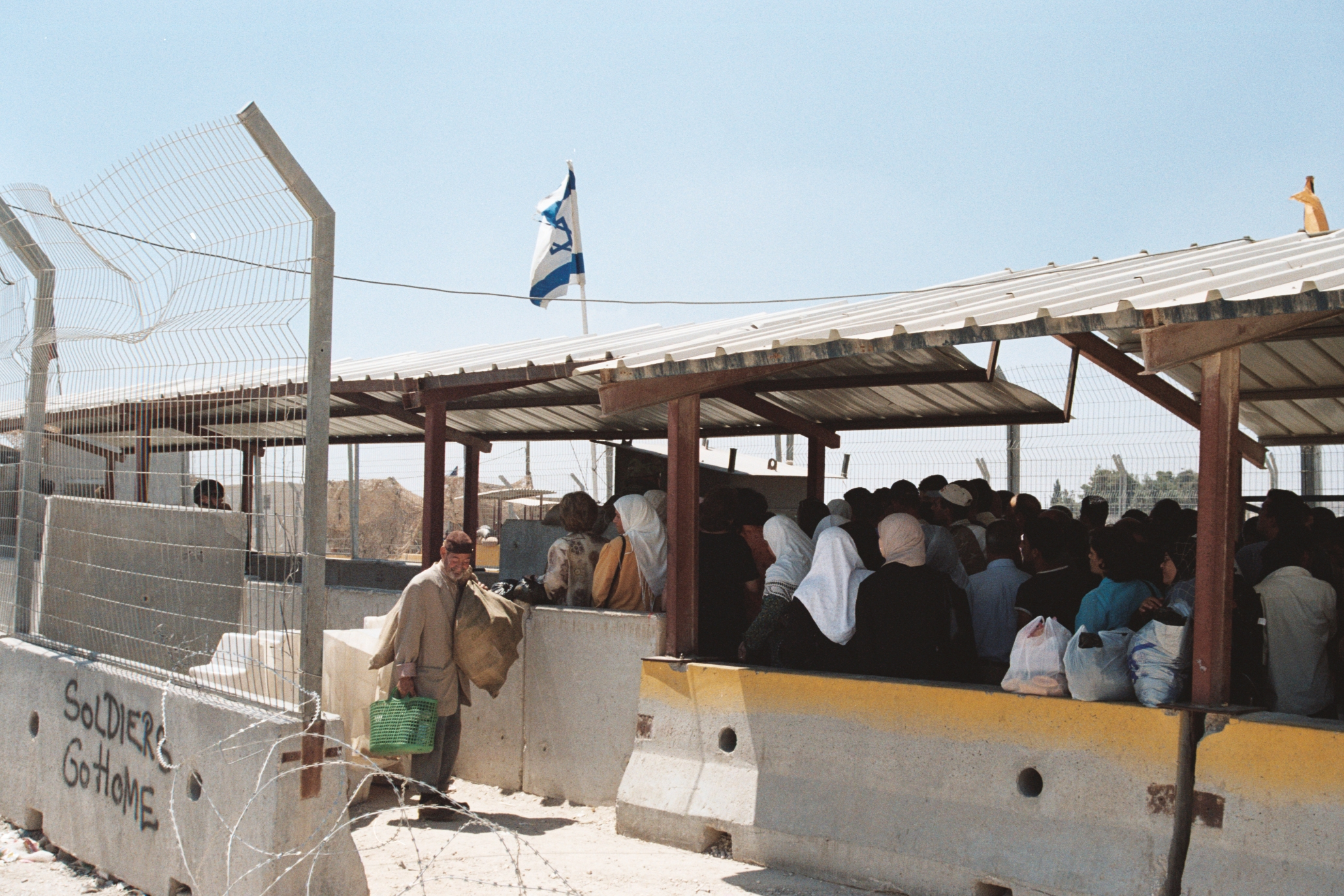
حاجز إسرائيلي خارج مدينة رام الله الفلسطينية. أغسطس 2004

الحواجز الإسرائيلية (بالعبرية: מחסום "مَخْسُوم") هي حواجز ينصبها جيش الاحتلال الإسرائيلي، ويُعلن أن الهدف منها هو "تعزيز أمن إسرائيل والمستوطنات الإسرائيلية ومنع عبور من قد يشكّلون تهديدًا أمنيًا". إلا أن غالبية هذه الحواجز لا تقع على الحدود بين إسرائيل والأراضي الفلسطينية المحتلة، بل تقع داخل عمق الضفة الغربية، ولهذا تُعرف أيضًا باسم "نقاط التفتيش".

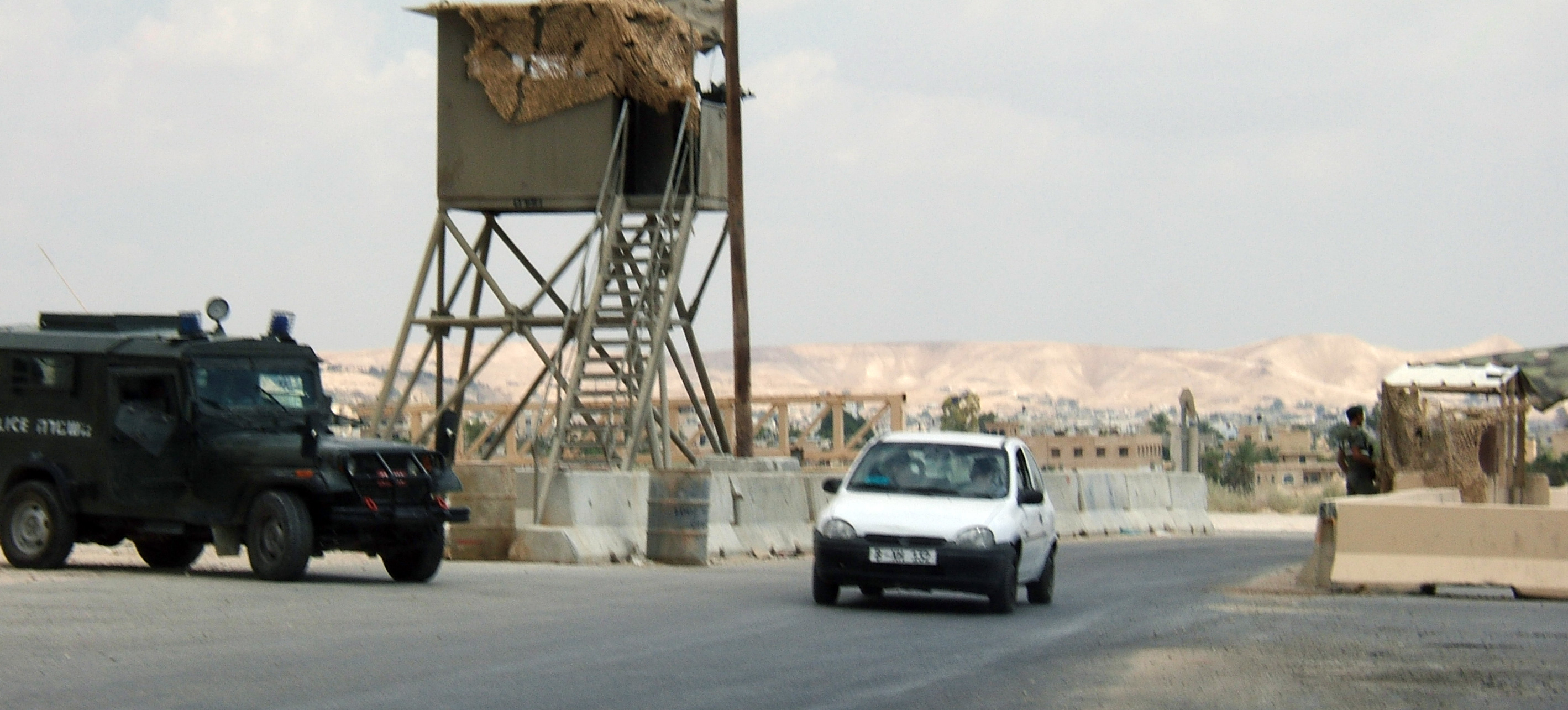
حاجز حرس الحدود الإسرائيلي عند المدخل الجنوبي لأريحا 2005

منذ تسعينيات القرن الماضي، وبشكل خاص بعد اندلاع الانتفاضة الفلسطينية الثانية وما رافقها من أحداث عنف، قامت إسرائيل بإنشاء مئات من الحواجز الدائمة وحواجز الطرق، التي يتولى تشغيلها الجيش الإسرائيلي أو شرطة حرس الحدود.
ووفقًا لتقرير صادر عن مكتب الأمم المتحدة لتنسيق الشؤون الإنسانية (OCHA) في سبتمبر 2011، فقد كان هناك 522 حاجزًا تعرقل حركة الفلسطينيين في الضفة الغربية. وقد ارتفع هذا العدد ليصل إلى 645 حاجزًا مع بداية عام 2023، ثم ازداد ليبلغ 707 حواجز بعد السابع من أكتوبر 2023.
هذا الرقم لا يشمل الحواجز المؤقتة المعروفة باسم "الحواجز الطيّارة"، والتي بلغ متوسط عددها نحو 495 حاجزًا شهريًا في الضفة الغربية عام 2011، مقارنة بـ 351 حاجزًا شهريًا في العامين السابقين. يعمل في هذه الحواجز عادةً جنود من الجيش الإسرائيلي، أو من قوات حرس الحدود، أو من وحدات أمنية أخرى.
في السنوات الأخيرة، سعت إسرائيل إلى إدخال التكنولوجيا إلى الحواجز، وذلك من خلال استخدام البطاقات الممغنطة لتسهيل (أو تنظيم) مرور الفلسطينيين عبر بعض هذه النقاط، مع الإبقاء على الإجراءات الأمنية المشددة.

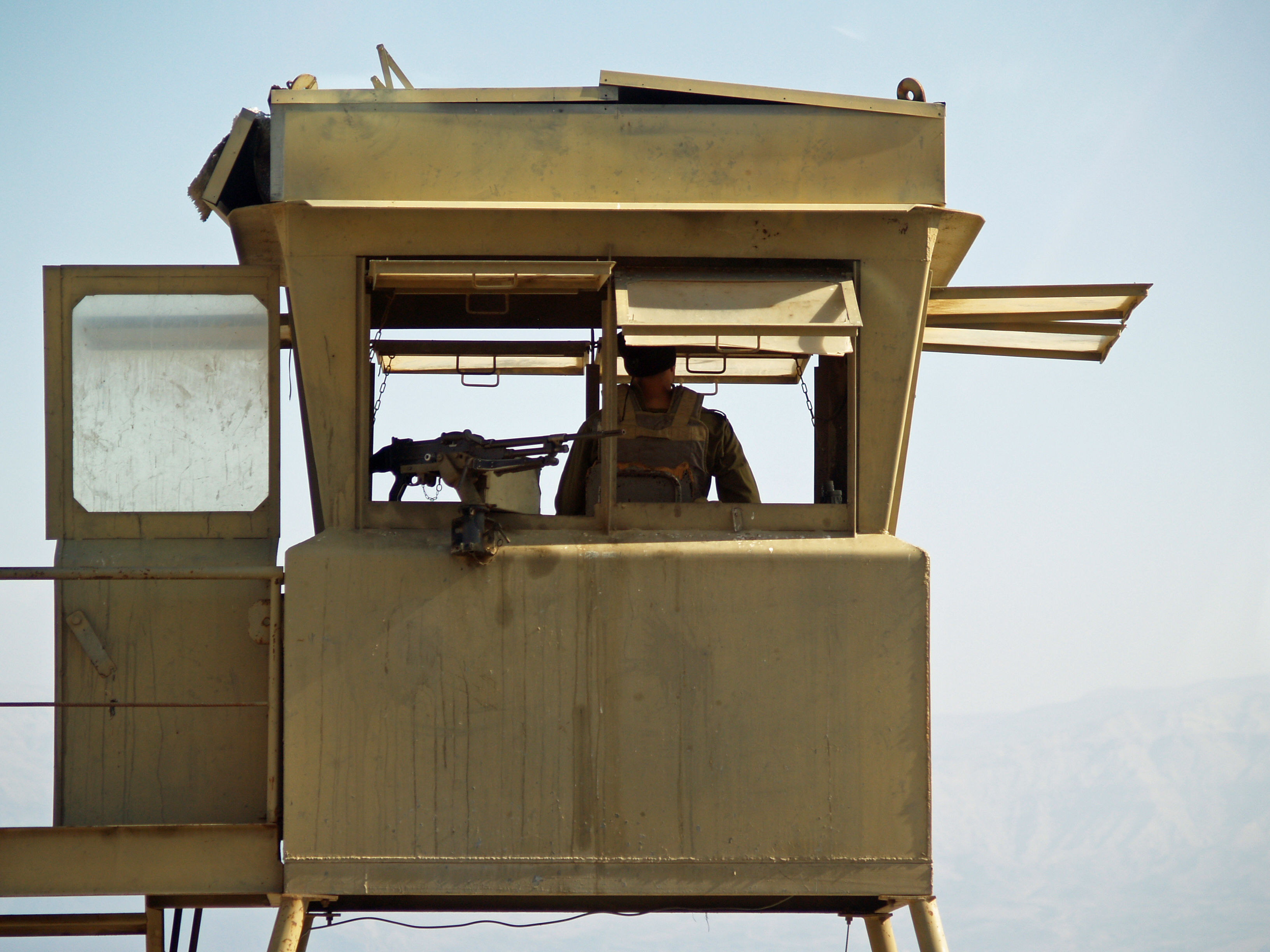
برج حاجز الضفة الغربية

## التأثيرات السلبية للحواجز على الفلسطينيين
تُشكّل الحواجز العسكرية الإسرائيلية عقبة رئيسية أمام حرية حركة الفلسطينيين في الضفة الغربية، وتؤثر سلبًا على مختلف جوانب حياتهم اليومية والاقتصادية والاجتماعية.
تقييد حرية الحركة تمنع الحواجز الفلسطينيين من الوصول إلى أماكن عملهم، مدارسهم، جامعاتهم، مستشفياتهم، أراضيهم الزراعية، وأسواقهم، مما يعيق قدرتهم على ممارسة حياتهم الطبيعية.
تدهور الوضع الاقتصادي يعاني الفلسطينيون من خسائر اقتصادية كبيرة بسبب إعاقة وصولهم إلى أماكن العمل والأسواق، وتعطيل حركة البضائع، مما يؤدي إلى تفاقم الفقر والبطالة.
انتهاكات حقوق الإنسان تتعرض حركة الفلسطينيين للتفتيش والاحتجاز والتعذيب على الحواجز، مما يمثل انتهاكًا لحقوقهم الإنسانية الأساسية.
الضرر النفسي تسبب الحواجز ضغوطًا نفسية كبيرة على الفلسطينيين، وتزيد من شعورهم بالإحباط واليأس والإهانة بسبب الإجراءات التعسفية والمهينة التي يتعرضون لها.
تأثيرات اجتماعية تؤدي الحواجز إلى تفكك العائلات، وتقييد الزيارات العائلية، وتأخير الولادات في المستشفيات، وتأخير وصول المرضى إلى العلاج، مما يؤثر سلبًا على النسيج الاجتماعي.

## آراء حول الحواجز
- الفلسطينيون يعتبرون الحواجز وسيلة لإذلالهم وتقييد حريتهم، ويعتبرونها انتهاكًا لحقوقهم الإنسانية.
- المنظمات الحقوقية تدين الحواجز وتعتبرها جزءًا من نظام احتلالي يهدف إلى السيطرة على الفلسطينيين ومراقبتهم.
- إسرائيل: تبرر الحواجز كإجراءات أمنية لمنع العمليات العسكرية والإرهابية. [8]

## النقد
يؤكد العديد من الفلسطينيين في الضفة الغربية أن الحواجز الإسرائيلية، رغم ادعاء استخدامها لأغراض أمنية، تُشكّل في الواقع انتهاكًا صارخًا لحقهم في حرية التنقل، إضافة إلى انتهاك حقوق إنسانية أساسية أخرى. وقد أصبحت شكاوى الفلسطينيين من الإذلال وسوء المعاملة على الحواجز أمرًا شائعًا.
وفي هذا السياق، صرّح اللواء الدكتور مناحيم فينكلشتاين، المستشار القضائي السابق للجيش الإسرائيلي، بأن هناك "عددًا كبيرًا جدًا من الشكاوى التي تتحدث عن قيام الجنود بإهانة الفلسطينيين وإساءة معاملتهم"، مؤكدًا أن هذا الكم من الشكاوى "دق ناقوس الخطر" بالنسبة له.
وفي إطار جهود المراقبة المدنية، شاركت مئات النساء الإسرائيليات في عمليات رصد الحواجز كجزء من عمل منظمة "مراقبة الحواجز"، التي توثق الانتهاكات وتصدر تقارير دورية عن الوضع الميداني. كما نشرت المنظمة كتابًا يضم شهادات وبراهين، عبّرت فيه المؤلفة والمؤسِّسة المشاركة يهوديت كيرستين-كيشت عن قناعتها بأن هناك "حبسًا إسرائيليًا لشعب بأكمله ضمن شبكة من الحواجز". وأضافت: "نحن كمراقبين، شهدنا الإذلال والتعسف اليومي، ويأس الفلسطينيين وعجزهم في مواجهة تلك الحواجز".
من جانبها، أفادت الأمم المتحدة في تقريرها الصادر عن وحدة المراقبة الإنسانية في فبراير 2009، أن الحواجز والمعوّقات التي تبررها إسرائيل منذ اندلاع الانتفاضة الفلسطينية الثانية في سبتمبر 2000 كإجراء أمني مؤقت، قد تطورت مع مرور الوقت إلى ما وصفته بأنه "نظام تحكم دائم".
ويؤدي هذا النظام، وفق التقرير، إلى تقليص مستمر في مساحة الحرية والتنقل المتاحة للفلسطينيين، في مقابل توسيع نطاق المستوطنات الإسرائيلية على حساب السكان الأصليين.

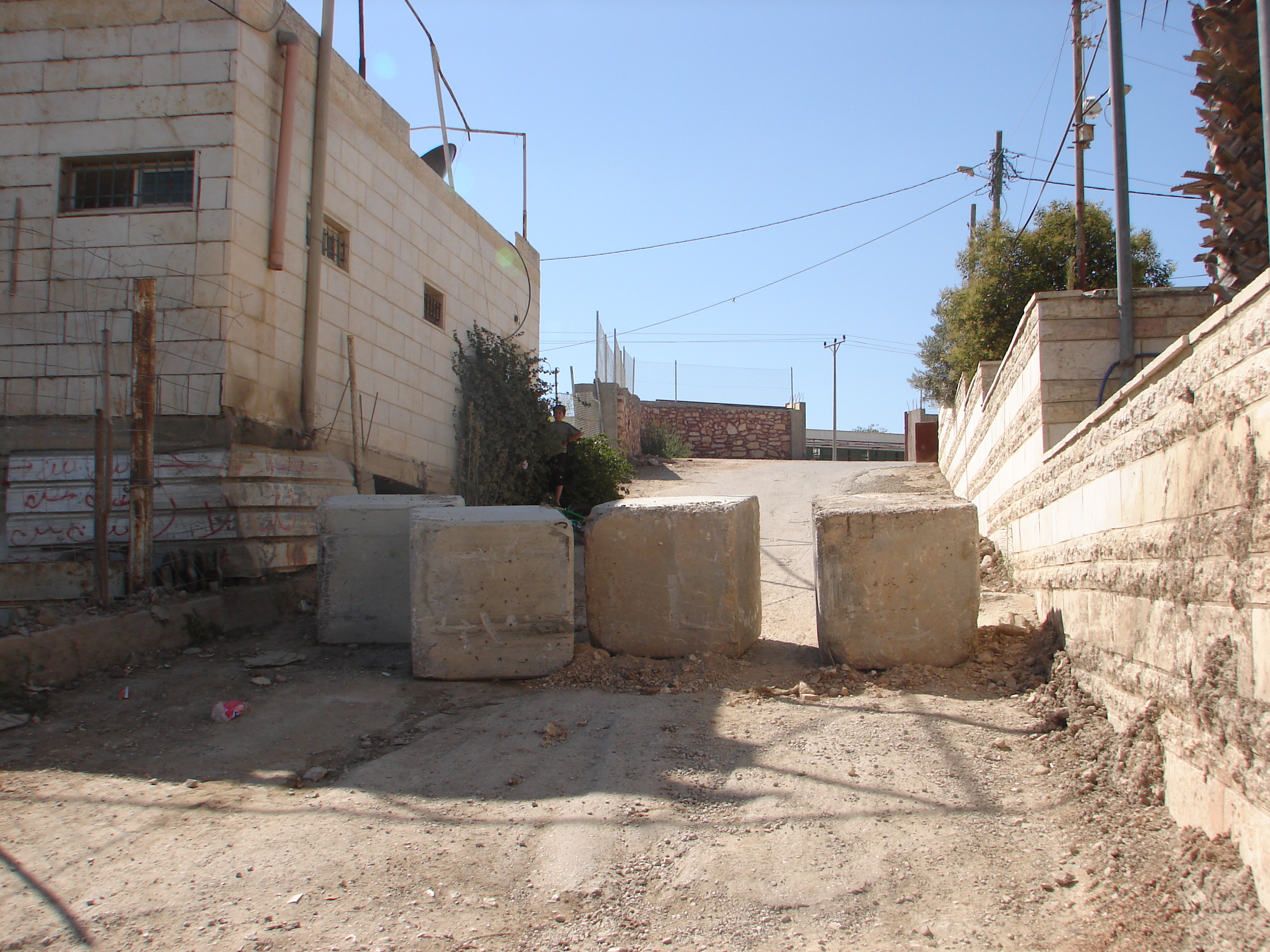
حاجز طريق بدون حراسة في الضفة الغربية، يوليو 2006

## الحواجز الطيارة

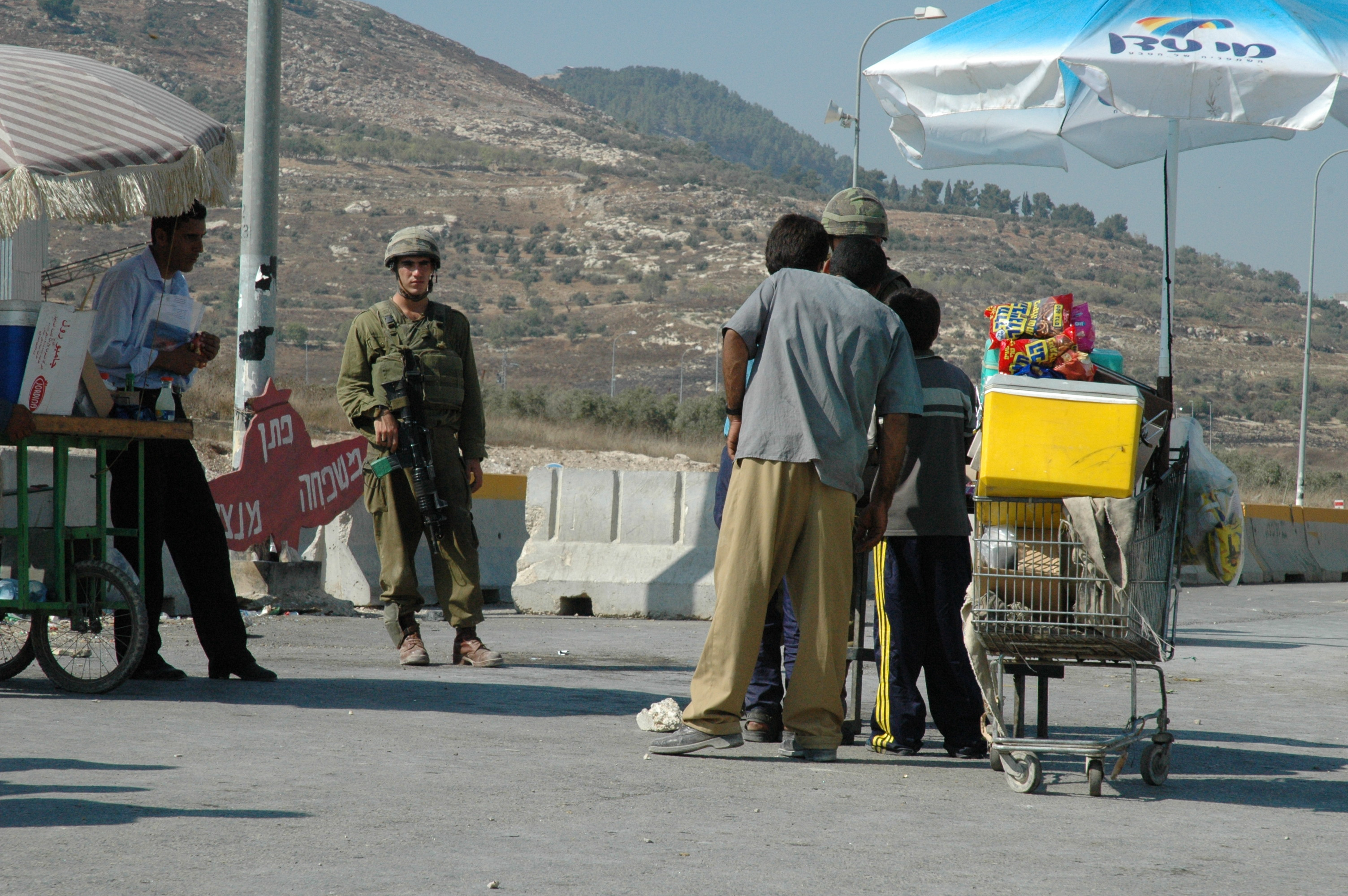
جندي إسرائيلي يشتري من طفل فلسطيني يبيع مشروبات بالقرب من حاجز

هي حواجز عسكرية مؤقتة ينصبها الجيش الإسرائيلي في الضفة الغربية دون إشعار مسبق، وفي أماكن غير ثابتة. قد تستمر هذه الحواجز لعدة دقائق أو ساعات، ثم تُزال، وقد تُعاد إقامتها في وقت لاحق في موقع مختلف. تُقام غالبًا فجأة وبدون جدول زمني، ويُديرها جنود إسرائيليون، وعادة ما تكون على الطرق بين القرى والمدن الفلسطينية.
وفقًا لعضو شبكة المنظمات غير الحكومية البيئية الفلسطينية، معهد الأبحاث التطبيقية - بالقدس (ARIJ)، فإن الجيش الإسرائيلي قد أنشأ 121 حاجز طيارة في الضفة الغربية والقدس الشرقية في الفترة بين أكتوبر 2006 وإبريل 2007. تدعي هذه الدراسة أن معظم الحواجز الطيارة تقع في الجزء الشمالي من الضفة الغربية، وبالأخص في محافظات نابلس وطوباس وجنين، وأنه قد ينتظر الفلسطينيون الذين يحاولون العبور من هذه النقاط الطيارة بأي مكان لمدة 20 إلى 90 دقيقة، وفي بعض الحالات، أكثر من ذلك. مما يجعل تتبّعها وتوثيق انتهاكاتها أكثر صعوبة. بحسب تقارير منظمات دولية (مثل OCHA)، بلغ متوسط عدد الحواجز الطيارة نحو 495 حاجزًا شهريًا في الضفة الغربية عام 2011.

#### خطورتها وتأثيرها على الفلسطينيين
1. التهديد المباشر لحياة المرضى كثيرًا ما تُعطل هذه الحواجز مرور سيارات الإسعاف، أو تمنع الفلسطينيين من الوصول إلى المستشفيات في الوقت المناسب، ما تسبب في وفيات موثقة، خصوصًا في حالات الولادة أو الأمراض المزمنة.
2. انتهاك حرية التنقل الحواجز الطيارة تُستخدم أداة فعالة لشلّ حركة الفلسطينيين، ما يعيق تنقلهم بين المدن أو حتى الوصول إلى المدارس، الجامعات، أماكن العمل، والمزارع.
3. الإذلال والإهانة يتعرض الفلسطينيون في هذه الحواجز لتفتيش مهين ومطوّل، وقد يُجبرون على الانتظار لساعات، أو الوقوف في ظروف قاسية (حرّ، برد، أمطار).
4. الاعتقالات المفاجئة كثيرًا ما تُستخدم الحواجز الطيارة لأغراض أمنية، حيث يتم فحص الهويات واعتقال مطلوبين أو مشتبه بهم دون أمر قضائي، وهو ما يُثير قلقًا حقوقيًا.
5. التسبب في حوادث مرورية إقامة الحواجز بشكل مفاجئ وفي أماكن غير متوقعة تسبب في وقوع حوادث سير، خاصة على الطرق السريعة أو في الليل.
6. إشاعة التوتر والخوف لأنها غير متوقعة، تخلق هذه الحواجز حالة مستمرة من القلق، حيث لا يعرف الفلسطيني متى وأين سيتأخر أو يُحتجز أو يُفتّش أو يُمنع من المرور.

## الحواجز والرعاية الطبية
أشارت منظمة "بتسيلم" الإسرائيلية لحقوق الإنسان إلى أنه بين عامي 2000 و2009، سُجّلت 72 حالة وفاة لفلسطينيين نتيجة تأخرهم في تلقي الرعاية الطبية بسبب القيود المفروضة على الحواجز العسكرية الإسرائيلية.
ورغم الطبيعة الإنسانية لعمل سيارات الإسعاف، إلا أنها ليست محصنة من التفتيش على الحواجز، بما في ذلك الحواجز الطيّارة (المتنقلة). فقد يتم إيقاف سيارات الإسعاف وتفتيشها من قبل الجنود الإسرائيليين، حتى في الحالات الحرجة.
ففي مارس 2002، نشرت صحيفة هآرتس أن عبوة ناسفة وُجدت داخل سيارة إسعاف تابعة لجمعية الهلال الأحمر الفلسطيني. وقد عبّر الهلال الأحمر عن صدمته من الحادث وبدأ بإجراء تحقيق داخلي.
وفي حادثة أخرى بتاريخ 11 يناير 2004، أوقف جنود إسرائيليون سيارة إسعاف تابعة للهلال الأحمر على حاجز طيّار بالقرب من قرية جيت، رغم أنها لم تكن تقل مرضى في تلك اللحظة. تم اقتياد السيارة تحت مرافقة عسكرية إلى نقطة تفتيش في محطة حافلات القادمين، وبعد نحو عشر دقائق، أُعيدت بطاقات الهوية للفريق الطبي، وسُمح لهم بمواصلة عملهم.
وفي نفس اليوم، تم إيقاف سيارة إسعاف أخرى كانت تقل مريضًا مصابًا بالسكري إلى مستشفى طولكرم. وبعد تفتيش دقيق، سُمح لها بالمتابعة، لكن رافقي المريض تم احتجازهم لبعض الوقت.
تُشكّل الحواجز العسكرية بين المدن الفلسطينية في الضفة الغربية عائقًا إضافيًا، حيث يُطلب من الفلسطينيين في كثير من الأحيان تصاريح خاصة للمرور، ولا يتم دائمًا استثناء الحالات الطبية الطارئة. ففي عام 2008، رفض أحد الجنود السماح لسيدة فلسطينية على وشك الولادة بالمرور عبر حاجز خارج مدينة نابلس، ما أدى إلى وفاة الجنين على الحاجز. وقد عوقب الجندي حينها بالإعفاء من الخدمة والسجن لمدة أسبوعين.
وفي المقابل، يُمنح عدد محدود من الدبلوماسيين الفلسطينيين وغيرهم من الشخصيات بطاقات "شخص مهم جدًا" (VIP) تصدر عن الجيش الإسرائيلي، وتتيح لهم المرور الحر نسبياً عبر الحواجز.

## الحواجز المشهورة
- حاجز حوارة (نابلس)
- حاجز قلنديا (رام الله–القدس)
- حاجز 300 (حدود بيت لحم – القدس)
- حاجز عطارة
- معبر ترقوميا
- حاجز الكونتينر

بالإضافة إلى جدار الفصل العنصري الذي يبلغ طوله 712 كيلومترًا ويمتد في معظمه داخل الضفة الغربية. يستطيع بعض المزارعين الفلسطينيين الذين يملكون أراضي معزولة إلى بساتينهم عبر 69 بوابة تُبقيها سلطات الإحتلال الإسرائيلية مغلقة في معظم الأحيان.